# The Dolly Sisters
The Dolly Sisters (bra: As Irmãs Dolly) é um filme estadunidense de 1945, do gênero comédia dramático-biográfico-musical, dirigido por Irving Cummings e estrelado por Betty Grable e June Haver. O filme é baseado na vida de Yansci e Roszika Deutch, irmãs gêmeas que nasceram perto de Budapeste, Hungria em 1892 e imigraram para os Estados Unidos em 1900. Embora elas fossem dançarinas mundialmente famosas, grande parte da história do filme é inventada.

## Elenco
- Betty Grable ... Yansci 'Jenny' Dolly
- June Haver ... Roszika 'Rosie' Dolly
- John Payne	... Harry Fox
- S. Z. Sakall ... Tio Latsie Dolly
- Reginald Gardiner ... Tony, Duque de Breck
- Frank Latimore ... Irving Netcher
- Gene Sheldon ... Professor Winnup
- Sig Ruman ... Ignatz Tsimmis
- Trudy Marshall ... Lenora Baldwin
- Mae Marsh ... Annie
- André Charlot ... Sr. Philippe
- Betty Farrington ... Sra. Al Smith
- Sam Garrett ... Will Rogers
- Paul Hurst ... Tim Dowling
- J.C. Fowler ... Al Smith
- Herbert Ashley ... Fields
- Frank Ferguson ... Repórter
- Virginia Brissac ... Enfermeira
- Lester Allen ... Morrie Keno
- Nino Bellini ... Ator francês
- Trude Berliner ... Atriz alemã
- Igor Dolgoruki ... Ator russo

## Produção
A 20th Century Fox queria que Alice Faye interpretasse o papel de "Jenny". Mas Faye se recusou a fazer outro musical, no entanto, e em vez disso apareceu no drama Fallen Angel. A produção do filme foi atrasada devido à gravidez de Betty Grable e, durante seu afastamento, a Fox considerou escalar outras atrizes, incluindo Gale Robbins, Janet Blair, Vivian Blaine, Patricia Romero e as Irmãs Dowling.

## Recepção
Craig Butler, do AllMovie, escreveu que The Dolly Sisters "é um pequeno festival de canções poderoso e divertido ... embora pouco inovador ou original ... a história contém elementos dramáticos que funcionam muito bem".